# Angel (truyện tranh Marvel)
Angel (Warren Worthington III) là một người đột biến có đôi cánh như thiên thần. Anh ta là nhà thừa kế của dòng họ Worthington giàu có, một thương nhân tài ba, một tay chơi, một siêu anh hùng đơn độc cho đến khi anh ta trở thành một trong 5 X-men đầu tiên. 
Từng có thời kì bị biến đổi hình dạng và trở thành Archangel - một trong 4 Kỵ sỹ của Apocalypse, nhưng cuối cùng anh ta cũng trở lại bình thường và tiếp tục tham gia X-men.

## Thông tin cá nhân
Tên thật:Warren Kenneth Worthington III
Tên khác: Avenging Angel, Angel II, Death III, Dark Angel.
Các nhóm từng tham gia: Hellfire Club, X-men, X-Factor, The four Horseman,X-Terminators Fantastic Four.
Nơi sinh:Centerport,Long Island, New York
Thân nhân: Warren K-ông, Warren K.Jr.-cha, Kathryn- mẹ, Burt-chú.
Năng lực:
- Anh ta có đôi cánh dài giúp anh ta bay
- Máu Angel có khả năng hồi phục vết thương
- Khi bị Apocalypse biến đổi, Warren có đôi cánh từ kim loại rất nhanh và mạnh kinh khủng có thể chém vỡ kim loại bất kỳ.Anh ta cũng có thể chuyển nội năng của mình thành quang năng cô đạc tạo ra một cặp cánh năng lượng.

## Tiểu sử

### Angel
Warren sinh ở Centerport,New York bời Warren Jr và Kathryn Worthington. Thời niên thiếu anh ta được gửi vào một trường tư thục danh tiếng tên East Coast, ở đây anh gặp và kết thân với bạn cùng phòng Cameron Hodge,khi đôi cánh bắt đầu mọc lên từ vai, Warren thấy mình thật kì dị và tìm cách che giấu.Nhưng sau đó anh ta đã học được cách bay để giúp đỡ người khác.Anh ta đã cứu một vài người khỏi đám cháy ở khu nhà nội trú. Phát hiện mình là Mutant, anh ta đã sắm cho mình một cái mặt nạ và bộ đồng phục và trở thành một anh hùng đơn độc.
Anh ta được mời vào trường của Xavier,nơi ông dạy cho anh ta cách sử dụng năng lực cho việc tốt.Nhận mật danh Angel anh ta trở thành một thành viên đội X -men cơ bản.Trong một thời gian, anh ta đã thích Jean Grey và cố hẹn hò với cô nhưng sau đó đành bỏ cuộc vì nhận ra người Jean thích là Cyclops.Sau đó, Warren gặp lại người yêu thời đi học của mình là Candy Southern và họ không thể tách rời nhau được nữa.
Cha anh ta sau đó bị tên tội phạm Dazzler(không phải là Dazzler của X-men) giết chết.Sốc nặng khi phát hiện Dazzler chính là chú Burt của mình, âm mưu dùng công ty của cha mình che giấu hành vi phạm pháp.Angel sau đó thả Burt rơi từ trên cao xuống.Burt sau đó không chết, lập mưu ép mẹ của Angel là Kathryn cưới hắn với lý do bảo vệ tài sản. Hắn đầu độc bà mẹ Angel chết trước khi các X-men phá hỏng kế hoạch của Burt.
Khi đội X-men cơ bản bị giam giữ ở hòn đảo của Krakoa,Xavier lập một đội X-men mới để cứu họ.Khi đội mới này tiếp tục được duy trì, Angel quyết định nghỉ ngơi và cùng Iceman đến Los Angeles lập đội Champions với Hercules,Black Window và Ghost Rider.Sau cái chết của Jean và sự ra đi của Cyclops, Angel quay lại X-men để chấn chỉnh lại đội hình.Lúc này, Angel ngày càng thấy không hài lòng với hành động và cách đối xử của Wolverine và anh ta ra đi sau đó.
Từ chối lời mời gia nhập Avengers,Angel cùng Spider-man,Kazar và X-men chống lại Sauron và Savage Land Mutates, giúp Avengers chống lại người đồng đội cũ Ghost Rider, tiêu diệt bản thể ở Pháp Le Peregrine và kết bạn với Dazzler(tức Alison Blaire),sau này cả hai có hơi thích nhau.Angel sau đó gia nhập Defenders dưới trướng Beast.Trong khi Angel làm nhà tài trợ thì Candy làm người quản lý nhóm này nhưng sau đó nhóm này cũng rã sau cái chết của một thành viên khi đấu với Dragon of the Moon. 
Angel bị bắt cóc bởi lãnh đạo Morlock là Callisto.Cô ta đã có ý định ép anh ta cưới mình. Storm, Nightcrawler, Sprite(Shadowcat),Colossus đến ngăn cô ta nhưng họ cũng bị bắt trói.Sau đó, Storm và Calistto quyết đấu và người thắng sẽ được Angel và cả băng The Morlock.Storm thắng nhưng tha mạng cho Calistto.Sau đó, Angel gia nhập Defenders. Nhưng ở nhóm này không lâu thì Angel quyết định từ bỏ cuộc sống anh hùng.Nhưng khi Jean hồi sinh, nhóm X-men cơ bản lại tập hợp với tên X-Factor.Thời gian, Angel đã làm Jean hơi xúc động trong khi Cyclops còn đang bối rối với việc Jean còn sống và anh ta đã lấy Madeline Pryor.

### Archangel
Trong Cuộc Tàn Sát Mutant, đôi cánh của Angel bị hư hại nặng bởi Marauder Harpoon. Cameron Hodge-người mà Angel đã xem như bạn thực chất là người ghét dị nhân và đã cắt bỏ đôi cánh của Angel.Dù vậy, Angel vẫn cố trốn thoát khỏi bệnh viện bằng một cái trực thăng.Tệ hại khi Hodge đã phá hoại cái trực thăng làm nó nổ tung giữa trời trước sự bất lực của các X-men. Trước vụ nổ, Apocalypse đã mang Angel đi và làm biến đổi anh ta.Sau đó, anh ta xuất hiện với làn da xanh, đôi cánh kim loại có thể bắn kim loại ra như đạn!Apocalypse đặt cho anh ta là Death, lãnh đạo các kỵ sĩ của lão.Khi chiến đấu, Death đã giết người đồng đội cũ Iceman.Sau khi thoát khỏi ảnh hưởng của Apocalypse,Angel đi báo thù Hodge-kẻ đã bắt cóc và giết hại người yêu của anh -Candy Southern.Anh đã cut đầu hắn(sau này thì cái đầu của Hodge vẫn sống ở X-Tinction Agenda do hắn từng cam kết với ác quỷ để được sống bất tử.Khi đánh nhau với các điệp viên của Genosha,Angel phát hiện điều này và hoàn toàn tiêu diệt hắn).Angel không gia nhập X-Factor nữa mà dành thời gian cô độc để tưởng nhớ Candy.Sau sự kiện Inferno,anh lại tái gia nhập dưới tên Archangel khi Beast thúc giục.Anh ta lại có mối quan hệ lãng mạn với Charlotte Jones một nhân viên NYPD đã giúp anh và các X-men khỏi bị chết bởi Ravens-một con ma cà rồng có linh hồn gần như bất tử được sùng bái.

### Lại là Angel
Sau khi tái gia nhập x-men, Angel có hẹn hò với Psylocke.Anh ta cũng đổi bộ đồng phục thần chết bằnng một bộ trắng và xanh, chứng tỏ anh ta đã tạm gác lại quá khứ. Angel cùng Spider-man,New Warriors,Avengers và nhiều khác chống lại Darkling,hắn dùng sức mạnh làm biến đổi tâm tính Angel cho đến khi bị các anh hùng tiêu diệt.Một gã bí ẩn là Dr.Druid lừa Angel và Iceman tham gia Secret Defenders để truy lùng kẻ thù cũ Swarm.Cả hai nhận ra mình bị lợi dụng thì hắn tẩu thoát.
Do cha là thành viên nên sau đó Warren tham gia câu lạc bộ của Black King Shinobi Shaw và thành White King của Inner Circle. 
Sau đó, Psylocke bị Sabretooth đâm vào bụng.Archangel cùng các X-men đã đuổi theo hắn và hắn cố phá hoại đôi cánh của Archangel.Cuối cùng đôi cánh kim loại bị cắt và để lộ một đôi cánh thật khác bên trong đã mọc và phát triển bên trong đôi cánh kim loại đó.Dù vẫn còn làn da xanh nhưng anh ta lấy lại cái tên Angel.Lúc này thì mối quan hệ giữa Angel và Psylocke bắt đầu xa cách, cô ấy bắt đầu bị cuốn hút bởi ThunderbirdIII.Angel đành nói lời chia tay và cầu chúc cho cô hạnh phúc!
Giáo sư công khai thân phận dị nhân, Warren dùng danh tiếng trên thương trường của mình kêu gọi nhóm G8 nhìn nhận mutant trong cộng đồng.Angel sau đó trở thành đồng lãnh đạo của X-men với Nightcrawler.Trong một trận chiến với Black Tom Cassidy,da anh ta trở lại bình thường nhờ tiếp sức sống từ Tom, Angel còn đạt được thêm một nấc đột biến khi máu anh ta có thể giúp anh ta hồi phục vết thương và giúp cứu sống người khác khi họ tiếp xúc với máu của anh.Husk-một sinh viên mới của giáo sư X, phát hiện sự mục rữa trong công ty của nhà Worthington và cô cùng Angel chiến đấu với bọn ma sói Dominant Species, lãnh đạo bởi Maximus Lobo.Khi Husk bị thương, Angel đã cứu chữa cho cô ấy và họ yêu nhau sau đó.
Trong The Draco, tiết lộ máu của Angel lại làm Nightcrawler bị thương.
Angel và Paige sau đó tạm chia tay đội và họ cùng tham gia hoạt động nhân đạo ở Zanzibar, nơi anh giúp ngăn hành vi cấm đoán số tiền viện trợ của giáo sư X từ Genosha.Ở đây, họ cùng với tổng thống Zanzibar,vốn là siêu anh hùng Askari chống lại kế hoạch xâm lược của White Queen Courtney Ross cùng bọn đánh thuê Viper,Weaponeer.Theo gợi ý của Cyclops, Angel còn mở một số hoạt động nhân đạo nhằm làm hình ảnh dị nhân tốt đẹp hơn như "Wings over the Wolrd", dựa trên ý tưởng từ cuốn sách "the Menace from earth", chương trình này là nơi cho giới thương lưu tiêu khiển với việc bay lượn bằng đôi cánh nhân tạo.Ngoài ra còn có chương trình toàn cầu "Mutantes sans Frotieres", đưa các dị nhân tình nguyện đến những nơi chưa có chính quyền. 
Trong Excalibur,Angel gặp lại Calistto.Paige thắc mắc về mối quan hệ giữa hai người nhưng không kịp khi họ bị Viper tấn công.Calistto và Angel sau hợp tác để chống hắn.Sau sự kiện House of M, đôi cánh của Angel bị teo nhỏ nhưng sau đó thì tiết lộ là anh đang giả vờ để dụ tên Ghoul, một kẻ sát hại các cựu dị nhân hàng loạt.Ngoài ra, Angel còn cùng đội cơ bản ngăn Bishop bắt giữ 198 dị nhân bí mật trong Civil War.
- Sau khi tham gia cùng các X-men cứu em bé M-day khỏi Mr Sinister, nhóm X-men tan rã, Angel quay về Los Angeles và chứng kiến cả thành phố bỗng quay về thập niên 80 một cách bí ẩn. Anh ta gọi cho Cyclops và Emma Frost nhờ giúp đỡ.

## Các bản thể khác

### Age of Apocalypse
Warren không bao giờ được Apocalypse tái sinh nhưng anh ta cũng không tham gia X-men.Khi phần lớn New York đã bị phá hủy, anh ta hợp tác với Magneto và các X-men của ông ta.Hội đồng cấp cao của con người cho phép anh ta mở một cái hộp đêm đặt tên là Heaven, nơi con người và dị nhân có thể hòa hợp với nhau.Sau đó hai nhân viên của anh ta là Karma và Scarlett MacKenzie bị giết, anh ta đã quyết định đeo theo một số quả bom tấn công vào căn cứ của Apocalypse.Sự hy sinh của anh ta đã dẹp bớt vòng ngoài bảo vệ của căn cứ giúp các X-men tấn công vào bên trong.

### Ultimate Marvel
Warren là một trong số ít các dị nhân được nhận ngay từ khi mới sinh ra.Cha mẹ anh ta là tỷ phú rất tin tưởng vào dị nhân nên gỏi anh ta cho giáo sư X. Nhận mật danh là Angel khi tham gia X-men anh ta tỏ ra là một người chiến đấu kém kinh nghiệm và miễn cưỡng.Trong một nhiệm vụ không được giao ở Genosha anh ta và các X-men đã đi giải thoát cho Longshot một bị cáo giết người vùa trốn thoát khỏi nhà tù.Sau khi bị tấn công và được Dazzler cứu anh ta quay lại giáo sư X và nhận tội.Sau khi giả vờ bị đuổi, anh ta gia nhập Academy of Tomorow của Emma Frost như là một điệp viên của Xavier.
Bạn thân lúc này của anh là Nightcrawler có lẽ vì cả hai có sự đột biến lộ ra bên ngoài tạo thành một bộ đôi ác quỷ thiên thần trong truyện. Angel còn có vẻ thích Dazzler.Khả năng của anh ta bây giờ là đôi cánh, cấu trúc xương rỗng và không có chất béo giúp anh ta có thể bay, cũng gần như có sức mạnh nâng cao, tốc độ, phản xạ, giữ thăng bằng và khả năng chịu đựng, tầm nhìn xa.

## Các phiên bản phim

### X-men Evolution
Angel chỉ là một đồng minh của X-men và thi thoảng xuất hiện trong vài nhiệm vụ.

### X-Men Movie
Angel xuất hiện trong X-Men 3. Bố của Angel là người đứng đầu chương trình tạo ra liều thuốc hóa giải đột biến. Ông ta muốn con mình là người đầu tiên thử thuốc, nhưng Angel từ chối và bỏ đến học viện. Trong trận đánh Golden gate, Angel cứu cha mình khi ông bị ném xuống từ sân thượng tòa nhà.